# Равелло, Роландо
Рола́ндо Раве́лло (итал. Rolando Ravello; род. 4 июня 1969, Рим) — итальянский актёр, режиссёр и сценарист.

## Биография
Родился в Риме, в юном возрасте основал комедийный ансамбль с Мануэлой Морабито и Ренато Джордано. В 1988 году трио выступило одним из организаторов детского развлекательного шоу на RAI. 
Позже он посещал несколько курсов актёрского мастерства и выступал в нескольких небольших театрах в своём родном городе. Известность получил в 1995 году, когда он исполнил главную роль Винченцо в фильме Этторе Сколы «Romanzo di un giovane povero». Также работает на телевидении.  
В 2001 году дебютировал в качестве режиссёра с короткометражным фильмом «La Colla». 
В 2013 году его фильм «Tutti contro tutti» был номинирован на кинопремию «Серебряная лента» как лучший комедийный фильм.